# Liste des paroisses du diocèse de Bayeux et Lisieux
Le diocèse de Bayeux-Lisieux correspond au département du Calvados et est réparti en cinq doyennés regroupant chacun plusieurs paroisses.

## Listes des paroisses

### Doyenné du Bessin
- Notre-Dame en Bessin (Bayeux / Port-en-Bessin)
- Saint-Martin en Bessin (Juaye-Mondaye / Tilly-sur-Seulles)
- Saint-Pierre en Bessin (Balleroy / Isigny-sur-Mer)

### Doyenné de la plaine de Caen
- Bon-Pasteur de Caen (Caen centre-ouest)
- Saints-Louis-et-Zélie-Martin du sud de Caen
- Notre-Dame de la Délivrande (Douvres-la-Délivrande / Ouistreham)
- Sainte-Claire de l’ouest de Caen (Bretteville-sur-Odon / Évrecy / Thue et Mue)
- Saint-Paul en Plaine (Argence / Soliers)

### Doyenné du Pays d’Auge
- Saint-Sauveur de la Côte Fleurie (Cabourg / Dozulé)
- Notre-Dame de la Côte Fleurie (Deauville / Pont-l’Évêque / Honfleur)
- Sainte-Thérèse de Lisieux (Lisieux / Moyaux / Orbec / Dozulé / Saint-Pierre en Auge / Mézidon Vallée-d’Auge)

### Doyenné du Pays de Falaise et de la Suisse Normande
- Saint-Joseph en Pays de Falaise (Falaise / Bretteville-sur-Laize)
- Saint-François en Suisse Normande (Thury-Harcourt)

### Doyenné du Bocage et du Pré-Bocage
- Sainte-Anne du Bocage Virois (Vire)
- Sainte-Marie en Pré-Bocage (Villers-Bocage)